# Francisco Mario Ubillos
Francisco Mario Ubillos (Mercedes, 1906 - 1997) fue un político uruguayo, perteneciente al Partido Nacional.
De dilatada trayectoria en política, fue elegido diputado en las elecciones de 1950, resultando electo en diversas ocasiones. 
En 1964, durante el segundo Consejo Nacional de Gobierno de mayoría nacionalista, es nombrado Ministro de Industria y Trabajo.
En 1972, Juan María Bordaberry lo nombra Ministro de Transporte en representación de los blancos.(Partido Nacional) hasta 1974. El 27 de junio de 1973 apoya la dictadura cívico-militar , firmando como integrante del gabinete la disolución de las Cámaras del Poder Legislativo y permanece como Ministro de Transporte.
El ejecutivo de facto lo nombra embajador en Portugal para el período 1974-1976.
En 1980, se acerca al Consejo Nacional Herrerista. En las elecciones de 1984, Luis Alberto Lacalle lo incluye en su lista al Senado, Culmina su carrera política en la legislatura de 1985-1990 integrando el Herrerismo.
Entre otras actividades, fue dirigente del club deportivo Bristol, y escribió obras teatrales.
Parte de la rambla de Mercedes lleva su nombre.
- Datos: Q5866652